# 娜杰日达·尼古拉耶芙娜·科列斯尼科娃
娜杰日达·尼古拉耶芙娜·科列斯尼科娃（羅馬化：Nadezhda Nikolayevna Kolesnikova；1882年9月12日—1964年3月18日），婚前姓氏德罗宾斯卡娅（Дробинская），是一位俄国革命家、教育家。她曾担任巴库人民委员会教育人民委员、娜杰日达·克鲁普斯卡娅共产主义教育学院院长，以及全联盟共产党（布尔什维克）第十五次和十六次代表大会代表。

## 早年生活
娜杰日达·科列斯尼科娃出生于一个雇员家庭，本姓德罗宾斯卡娅。她毕业于莫斯科教育课程。